# Bojke
Bojke este un sat din comuna Ulcinj, Muntenegru. Conform datelor de la recensământul din 2003, localitatea are 199 de locuitori (la recensământul din 1991 erau 248 de locuitori).

## Demografie
În satul Bojke locuiesc 153 de persoane adulte, iar vârsta medie a populației este de 38,1 de ani (37,4 la bărbați și 38,9 la femei). În localitate sunt 52 de gospodării, iar numărul mediu de membri în gospodărie este de 3,83.
|  |

| Demografie | Demografie | Demografie |
| An         | Locuitori  | Locuitori  |
| ---------- | ---------- | ---------- |
|            |            |            |
|            |            |            |
|            |            |            |
|            |            |            |
| 1948       | 135        |            |
| 1953       | 143        |            |
| 1961       | 229        |            |
| 1971       | 234        |            |
| 1981       | 205        |            |
| 1991       | 248        | 230        |
| 2003       | 246        | 199        |

| \| Componența etnică conform recensământului din 2003[2] \| Componența etnică conform recensământului din 2003[2] \| Componența etnică conform recensământului din 2003[2] \| Componența etnică conform recensământului din 2003[2] \| Componența etnică conform recensământului din 2003[2] \| \| ----------------------------------------------------- \| ----------------------------------------------------- \| ----------------------------------------------------- \| ----------------------------------------------------- \| ----------------------------------------------------- \| \| \| \| \| \| \| \| Albanezi \| Albanezi \| \| 197 \| 98,99% \| \| necunoscută \| necunoscută \| \| 2 \| 1% \| |             |  |     |        |
| Componența etnică conform recensământului din 2003 |             |  |     |        |
| |             |  |     |        |
| Albanezi | Albanezi    |  | 197 | 98,99% |
| necunoscută | necunoscută |  | 2   | 1%     |